# Saint-Félix-de-Reillac-et-Mortemart
Saint-Félix-de-Reillac-et-Mortemart (parfois écrit Saint-Félix-de-Reilhac-et-Mortemart) là một xã, nằm ở tỉnh Dordogne vùng Aquitaine của Pháp. Xã này có diện tích 20,31 km², dân số năm 2006 là 194 người. Xã nằm ở khu vực có độ cao trung bình 160 m trên mực nước biển.

## Hành chính
| Danh sách các xã trưởng                |            |                        |                  |          |
| Giai đoạn                              | Giai đoạn  | Tên                    | Đảng             | Tư cách  |
| 1995                                   | mars 2008  | Jacques Guinot         | PS               | nông dân |
| tháng 3 năm 2008                       | đương chức | Jean-François Autefort | không chính thức | nông dân |
| Tất cả các dữ liệu trước đây không rõ. |            |                        |                  |          |

## Thông tin nhân khẩu
| Năm    | 1962 | 1968 | 1975 | 1982 | 1990 | 1999 | 2006 |
| ------ | ---- | ---- | ---- | ---- | ---- | ---- | ---- |
| Dân số | 198  | 192  | 188  | 201  | 194  | 214  | 194  |